# (29923) 1999 JE28
A (29923) 1999 JE28 a Naprendszer kisbolygóövében található aszteroida. A LINEAR projekt keretében fedezték fel 1999. május 10-én.